# Coral de Letras da Universidade do Porto
O Coral de Letras da Universidade do Porto (CLUP) é um coro português com sede na cidade do Porto, Portugal. Foi fundado em 1966, pelo maestro José Luís Borges Coelho, que o dirigiu durante mais de 50 anos. Desde 2023 tem como maestro Pedro Guedes Marques. O CLUP tem o apoio da Reitoria da Universidade do Porto.

## Repertório

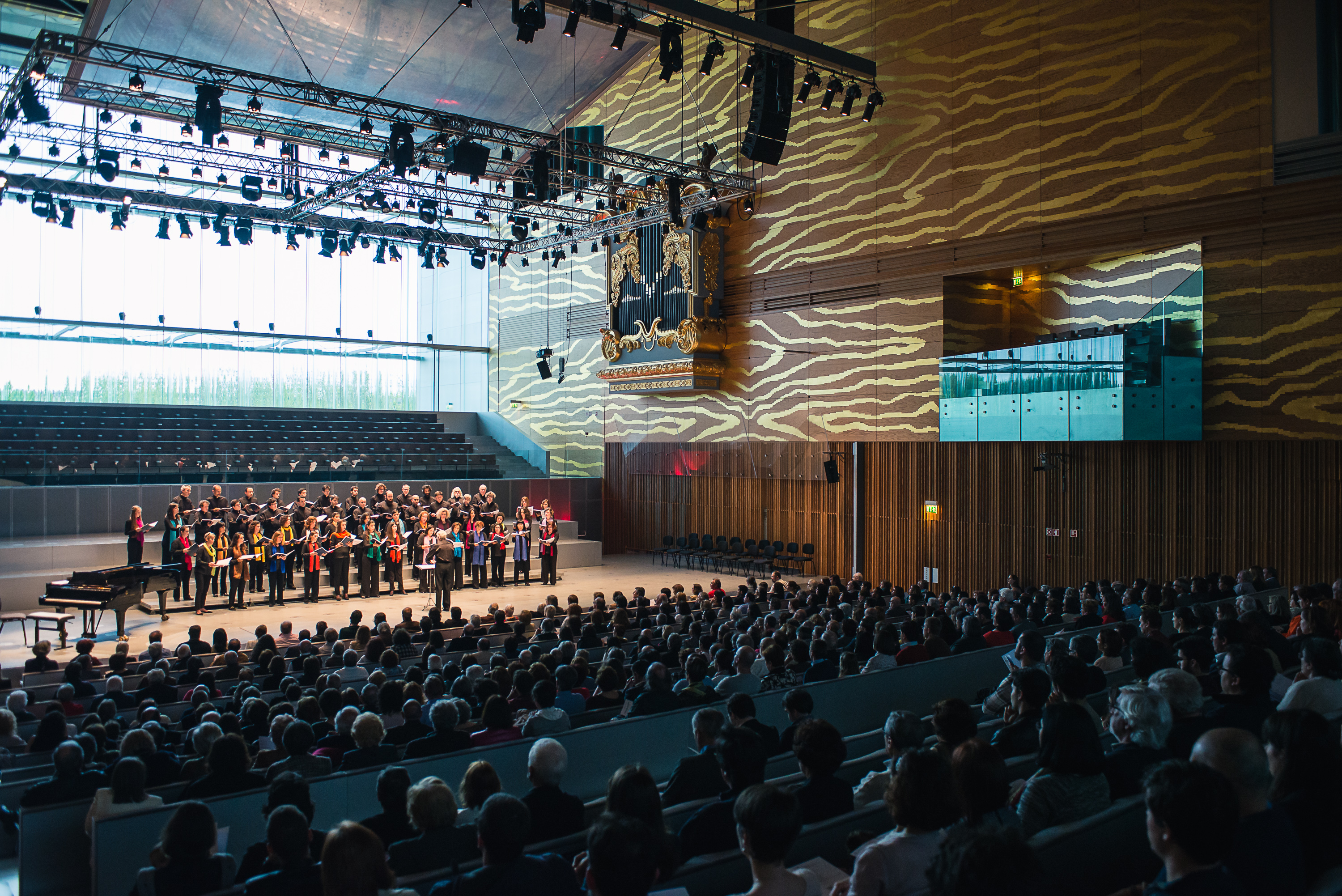
O CLUP no concerto dos 50 anos, na Sala Suggia na Casa da Música.

A actividade Coral de Letras da Universidade do Porto alimenta-se do repertório a cappella de todas as épocas, abordando, com alguma frequência, o acervo dos oratórios, das cantatas, da música coral sinfónica, num leque de estilos tão vário e tão distante quanto Jephté, de Carissimi e Dies Irae, de Penderecki, passando por Buxtehude, Bach (várias cantatas, Oratório de Natal,) Haydn (Stabat Mater, A Criação), Bomtempo (Quatro Absolvições, em primeira audição moderna), Beethoven (Nona Sinfonia, também com o Coro do Círculo Portuense de Ópera), Mendelssohn (Sonho de Uma Noite de Verão), Fauré (Requíem), Britten (Cantata Misericordium, The Prodigal Son, War Requiem), Victorino d’Almeida (Sinfonia Concertante), Janacek (A Raposinha Matreira), Fernando Lopes-Graça (Requiem pelas Vítimas do Fascismo em Portugal), Debussy (Sirennes), Mozart (Requiem e Davide Penitente) e Prokofiev (Cantata para o Vigésimo Aniversário da Revolução de Outubro). 
É, no entanto, a música portuguesa que ocupa o lugar de relevo nos seus programas, assumindo aí especial importância quer a polifonia de autores portugueses, quer a obra de Fernando Lopes-Graça e em particular as Canções Regionais Portuguesas, das quais produziu um número considerável de primeiras audições. Estreou Motetes Para Um Tempo de Paixão de Eurico Carrapatoso e No Coração do Porto de Fernando Lapa. 

## Outras obras e interpretações
A sua versatilidade é também sublinhada pela disponibilidade com que tem vindo a responder a apelos de outras e muito diversas índoles, traduzindo-se:
- na presença sistemática nas comemorações do 25 de Abril, na Baixa do Porto[4][5][6];
- na participação em actos vários, comemorativos da Revolução Francesa, por altura do Bicentenário, com cantos da época;
- na participação, igualmente com música da época, na reconstituição de feiras medievais;
- na realização de concertos em torno da opereta na obra de Eça de Queirós;
- na participação em sessões de homenagem a personalidades marcantes da vida pública portuguesa, como Abel Salazar, Ruy Luís Gomes, Fernando Lopes-Graça, Óscar Lopes, D. Domingos de Pinho Brandão, ou nos doutoramentos honoris causa de Mário Soares, Manoel de Oliveira, Xanana Gusmão, José Ramos-Horta, Ximenes Belo, entre outros;
- na participação nos megaconcertos de encerramento da primeira grande digressão nacional de Pedro Abrunhosa e dos Bandemónio;
- na participação na dobragem da banda sonora d’ O Corcunda de Notre Dame da Walt Disney;
- na participação na banda sonora do filme Capitães de Abril de Maria de Medeiros.

## Estreias
O Coral de Letras tem um longo histórico de estreias de vários compositores, da música de câmara a peças corais sinfónicas, como artista solo ou em colaboração com outros grupos, onde se destacam:

#### Estreias Mundiais
- Motetes para um Tempo de Paixão, de Eurico Carrapatoso, 2002
- 6 Chorsätze für gemischten Chor, nach Gedichten von Eduard Mörike, de Filipe Pires, 2007
- Cantata No coração do Porto, de Fernando Lapa[7], 2011
- Do Desconcerto do Mundo, de Daniel Moreira[8], 2016

#### Estreias Nacionais
- A raposinha matreira, Léos Janacek[9], 2004 (Casa da Música, Teatro Municipal do Porto - Rivoli)
- Prometeu, ou o Poema do Fogo, de Alexander Scriabin[10], 2008 (Casa da Música)
- Sinfonia n.º 4, de Charles Ives[11], 2019 (Casa da Música)

## Discografia
O CLUP tem editados quatro álbuns, integralmente dedicados à música de Fernando Lopes-Graça.

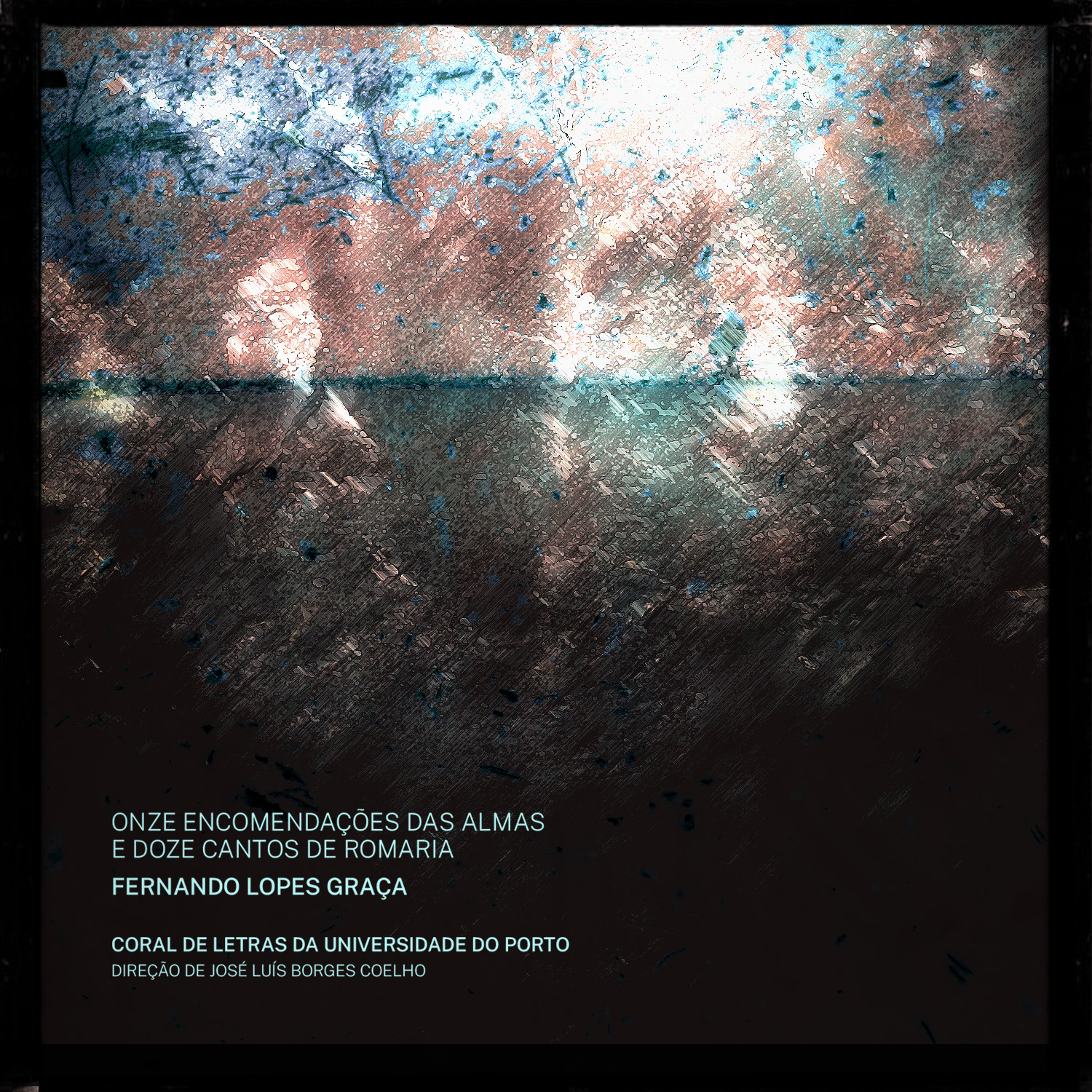
Capa do álbum Onze Encomendações das Almas e Doze Cantos de Romaria, reeditada em 2023.

### 1980–1991:Onze Encomendações das Almas e Doze Cantos de Romaria
A convite do próprio compositor, e com 23 obras por ele mesmo escolhidas, o CLUP gravou para a PortugalSom e RTP, e sob a direção de José Luís Borges Coelho, o álbum Onze Encomendações das Almas e Doze Cantos de Romaria, que veio a ser lançado em 1991. 

### 2009–2011:Uma Antologia (Im)possível
No âmbito do centenário da Universidade do Porto, foi lançado em 2011, o álbum Uma Antologia (Im)possível, com direção do maestro fundador do CLUP, José Luís Borges Coelho. É composto por 26 obras colhidas das XXIV séries de Canções Regionais Portuguesas e das duas Cantatas do Natal de Fernando Lopes-Graça – uma peça de cada série de Canções e uma peça de cada Cantata.

### 2014–2017:Primeira Cantata do Natal
Em 2017 foi lançado o álbum Primeira Cantata do Natal de Fernando Lopes-Graça, no seguimento da encomenda desta obra ao CLUP para vários concertos em 2014 e 2015. Este álbum, com 19 peças de Natal, Reis e Janeiras, foi gravado integralmente na Igreja de Nossa Senhora da Vitória, no Porto. 

### 2019–2025:Canções Heróicas
O álbum Canções Heróicas, lançado em 2025 no âmbito das comemorações dos 50 anos da Revolução de 25 de Abril de 1974, é composto por 17 peças, seleccionadas e dirigidas pelo maestro José Luís Borges Coelho. As peças, com poemas de José Gomes Ferreira, Carlos de Oliveira, João José Cochofel, Mário Dionísio, entre outros, foram recolhidas dos 8 cadernos de Canções Heróicas, Dramáticas, Bucólicas e Outras, às quais se acrescenta o arranjo para coro do compositor Lopes-Graça da peça Grândola, Vila Morena, de José Afonso. 

### Colaborações
Em 2015, o CLUP gravou o álbum Álvaro Salazar: Estudos Incomunicantes I/A, a convite do compositor Álvaro Salazar. Em 2018, colaborou com Pedro Abrunhosa em Meu Querido Filho, Tão Tarde Que É, do álbum Espiritual.  

## Prémios, Festivais e Digressões
O CLUP foi premiado em vários festivais internacionais (catorze prémios em seis festivais, desde as classes de solistas às de Grande Coro Misto), designadamente no Teeside, Norte de Inglaterra (1970, 1986, 1990); Llangollen, País de Gales (1981); Limburg, Alemanha e Neuchâtel, Suíça (1987). 
Em Portugal, o CLUP participou no 1º Festival Coral de Verão (2012), no Centro Cultural de Belém, em Lisboa, nas categorias de música sacra e vozes mistas (não-sacra), tendo arrecadado Ouro (Sacra) e Prata (Vozes Mistas). 
Ao longo da sua história, o CLUP tem participado como convidado em festivais não competitivos e já efetuou digressões por Espanha, França, Bélgica, Luxemburgo, Holanda, Alemanha, Grécia, Áustria e México.  

## Reconhecimentos
O Coral de Letras da Universidade do Porto, entidade de utilidade pública, foi agraciado com a Medalha de Mérito Cultural do Ministério da Cultura.